# Serra de Voturuvu
Vuturuvu ou Voturuvu é uma serra no município de Itaperuçu, no estado do Paraná, no Brasil.

## Etimologia
"Voturuvu" procede do termo da língua geral meridional voturyvy, que significa "terra de morros" (votura, "morro" + yvy, "terra").